# SAHSA
SAHSA (Servicio Aéreo de Honduras, S.A.) es una extinta aerolínea de Honduras fundada el 8 de octubre de 1945 y su último vuelo lo realizaría en 1994 al igual que TAN Airlines (Transportes Aéreos Nacionales), la otra aerolínea bandera hondureña.

## Historia
SAHSA inicialmente fue constituida como una aerolínea nacional operando vuelos locales con aeronaves Douglas DC-2 y Douglas DC-3, sus rutas iniciales fueron Tegucigalpa-Comayagua-San Pedro Sula-Puerto Cortés-La Ceiba y viceversa, posteriormente Tegucigalpa-Marcala-La Esperanza-Erandique-Gracias-Santa Rosa de Copán-Ocotepeque-Santa Bárbara-San Pedro Sula y viceversa. El equipo de vuelo fue cambiado en los años 70 por Convair 340-440 y 580, más tarde se introdujo los Electra y el Dash-7. SAHSA fue la primera empresa centroamericana en adquirir una aeronave Jet a la fábrica Boeing a mediados de la década de 1970 ya que TAN, la otra empresa hondureña operaba un jet de propiedad de LANICA Airlines.

### Rutas
SAHSA comenzó a operar internacionalmente rutas como Tegucigalpa-San Salvador, San Pedro Sula-Belice, Tegucigalpa-Isla de San Andrés (Colombia)-Panamá, Tegucigalpa-Guatemala, Tegucigalpa-San José, Costa Rica
La adquisición de su primer jet, permitió a SAHSA reformar sus rutas y operar desde Panamá-San José-Managua-Tegucigalpa-San Pedro Sula-Belice-Nueva Orleans y viceversa; Tegucigalpa-San Salvador-Guatemala y viceversa; Tegucigalpa-San Pedro Sula-Belice-Houston y viceversa; mientras que TAN lo hacía de Miami a San Pedro Sula-Tegucigalpa-México y viceversa. SAHSA posteriormente adquirió aeronaves tipo Boeing 727 para ampliar su flota, en donde uno de ellos (N88705) tuvo un accidente que causó la muerte de 131 personas (Vuelo 414 de TAN SAHSA), creando así una crisis en materia de seguridad.

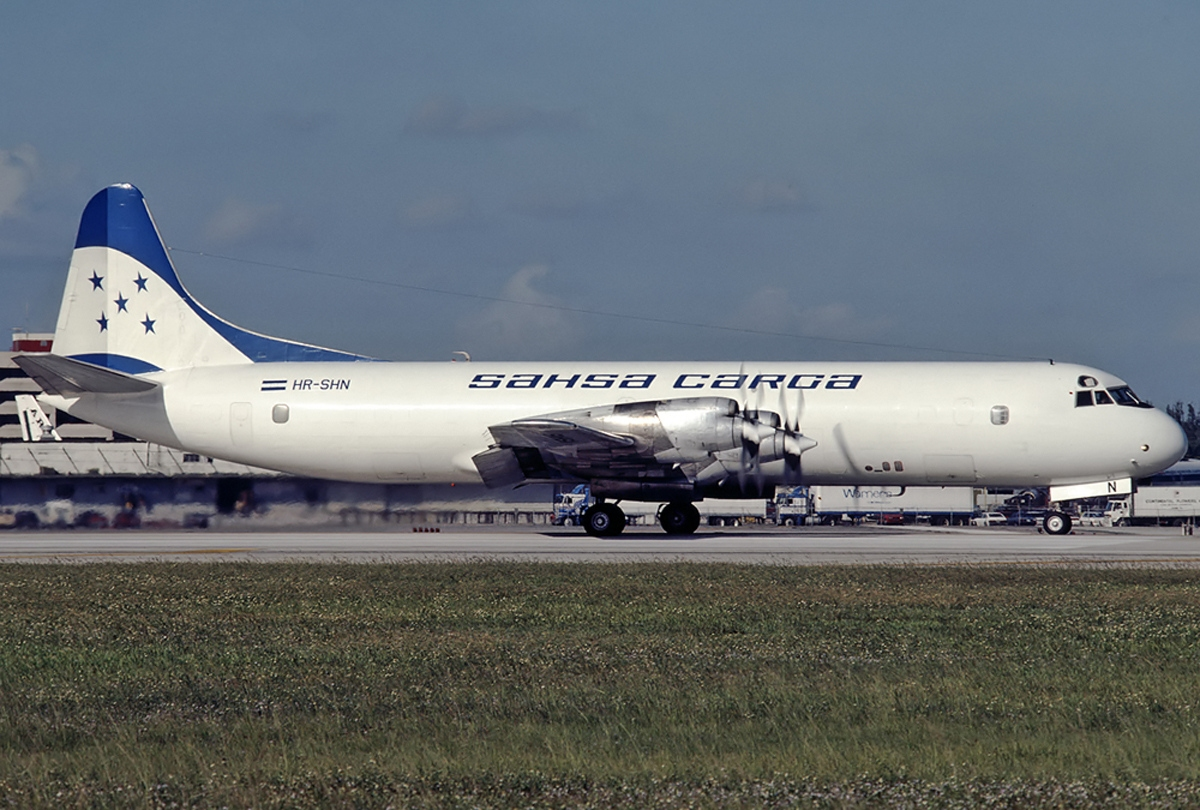
Lockheed L-188 Electra de SAHSA Carga en Miami

## Antiguos destinos

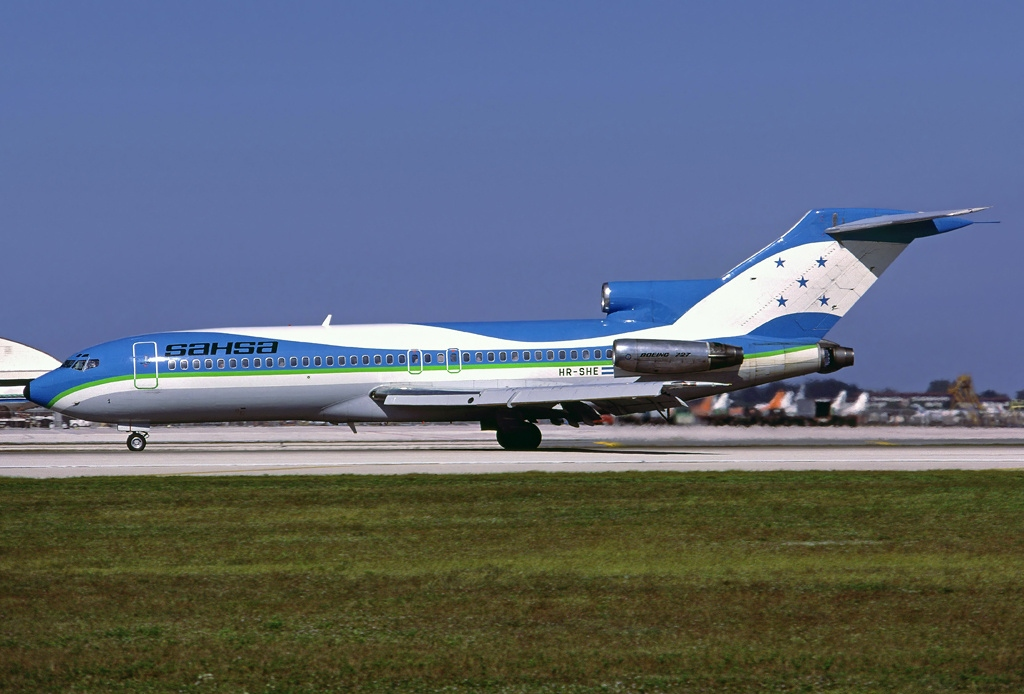
Boeing 727 de SAHSA en Miami

| Países                                 | Destinos                         | Aeropuertos                                     |
| Nacionales (1 país, 12 destinos)       | Nacionales (1 país, 12 destinos) | Nacionales (1 país, 12 destinos)                |
| -------------------------------------- | -------------------------------- | ----------------------------------------------- |
| Honduras                               | Comayagua                        | Aeropuerto Internacional de Comayagua           |
| Honduras                               | Erandique                        | Aeropuerto de Erandique                         |
| Honduras                               | Gracias                          | Aeródromo de Gracias                            |
| Honduras                               | La Ceiba                         | Aeropuerto Internacional Golosón                |
| Honduras                               | La Esperanza                     | Aeródromo de La Esperanza                       |
| Honduras                               | Marcala                          | Aeródromo de Marcala                            |
| Honduras                               | Ocotepeque                       | Aeropuerto de Ocotepeque                        |
| Honduras                               | Puerto Cortés                    | Aeródromo de Puerto Cortés                      |
| Honduras                               | Santa Bárbara                    | Aeródromo de Santa Bárbara                      |
| Honduras                               | San Pedro Sula                   | Aeropuerto Internacional Ramón Villeda Morales  |
| Honduras                               | Santa Rosa de Copán              | Aeropuerto de Santa Rosa de Copán               |
| Honduras                               | Tegucigalpa                      | Aeropuerto Internacional Toncontín              |
| Internacionales (8 países, 9 destinos) |                                  |                                                 |
| Belice                                 | Ciudad de Belice                 | Aeropuerto Internacional Philip S. W. Goldson   |
| Colombia                               | Isla de San Andrés               | Aeropuerto Internacional Gustavo Rojas Pinillas |
| Costa Rica                             | San José                         | Aeropuerto Internacional Juan Santamaría        |
| El Salvador                            | San Salvador                     | Aeropuerto Internacional de El Salvador         |
| Estados Unidos                         | Houston                          | Aeropuerto Intercontinental de Houston          |
| Estados Unidos                         | Nueva Orleans                    | Aeropuerto Internacional Louis Armstrong        |
| Guatemala                              | Ciudad de Guatemala              | Aeropuerto Internacional La Aurora              |
| Nicaragua                              | Managua                          | Aeropuerto Internacional Augusto C. Sandino     |
| Panamá                                 | Ciudad de Panamá                 | Aeropuerto Internacional de Tocumen             |

## Antigua flota

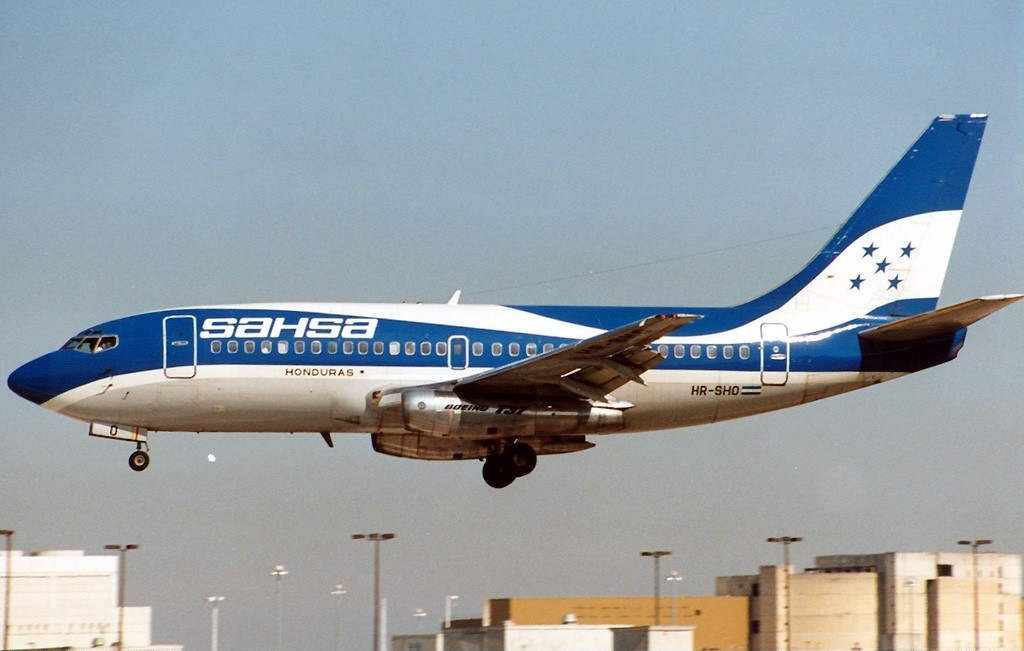
Boeing 737-200 de SAHSA en Miami

| Aeronaves              | Número | Introducido | Retirado | Matrículas |
| ---------------------- | ------ | ----------- | -------- | --- |
| Boeing 727-100         | 2      | 1981        | 1991     | HR-SHF y HR-SHE |
| Boeing 737-200         | 10     | 1974        | 1994     | HR-SHG, HR-SHU, N3160M, HR-SHO, HR-SHJ, HR-SHP, N401SH, HR-SHI, HR-SHA (re-reg. EI-CBL) y HR-SHQ                                            |
| Boeing 737-400         | 2      | 1990        | 1991     | HR-SHK y HR-SHL |
| Convair CV-340         | 3      | 1967        | 1980     | HR-SAR, HR-SAX y HR-SAY |
| Convair CV-440         | 3      | 1966        | 1980     | HR-SAU, HR-SAP y HR-SAT |
| Curtiss C-46 Commando  | 3      | 1955        | 1974     | XH-SAK (re-reg. HR-SAK), XH-SAL (re-reg. HR-SAL) y XH-SAI                                                                                   |
| Douglas DC-3/C-47      | 7      | 1946        | 1994     | XH-SAC (re-reg. HR-SAC), XH-SAB (re-reg. HR-SAB), XH-SAD (re-reg. HR-SAD), XH-SAD (distinto avión) XH-SAH (re-reg. HR-SAH), HR-SAZ y XH-SAA |
| Douglas DC-6           | 3      | 1964        | 1979     | HR-SAO, HR-SAG y HR-SHB |
| Lockheed L-188 Electra | 2      | 1969        | 1994     | HR-SAW (pasajeros). HR-SAV (re-reg. HR-TNT y re-reg. HR-SHN) (carga)                                                                        |

## Incidentes y accidentes
- El 2 de junio de 1953, un Douglas C-47 (HR-SAD) se salió del aeródromo del municipio de Concepción, Copán, e impactó contra viviendas aledañas. El avión fue reparado y puesto en servicio años después.

- El 7 de junio de 1962, un Curtiss C-46 Commando (HR-SAL) en vuelo de carga, durante el aterrizaje en Toncontín el tren de aterrizaje izquierdo se quebró. Ambos miembros de la tripulación sobrevivieron pero el avión fue dañado sin posibilidad de reparación.

- El 20 de febrero de 1967, Vuelo 203 de SAHSA, un Douglas DC-6 (HR-SAS) tuvo un accidente en el aeropuerto internacional de Toncontín, debido a un fallo de los reversibles durante el frenado, dos llantas del tren principal se sobre calentaron y el alto zacate se incendió, el viraje del avión se hizo para evitar un mal mayor y el fuego no se pudo apagar por la falta de un equipo de bomberos que si hubiesen estado presentes, habrían apagado el fuego y habrían evitado la muerte de 4 pasajeros, un par de ellos regresaban a recoger sus pertenencias.

- El 13 de septiembre de 1969, un Douglas DC-3 fue secuestrado en el aeropuerto internacional de Comalapa. El secuestro duró menos de un día y no hubo víctimas mortales.

- El 25 de noviembre de 1969, un Douglas DC-3 (HR-ANA) se estrelló mientras intentaba aterrizar en la pista 01 en Toncontín, fuertes ráfagas de viento empujaron a la aeronave hacia los edificios de la terminal, la tripulación logró evitar colisionar con los edificios y se estrelló a un lado de la pista. Todos los 15 pasajeros y 3 tripulantes sobrevivieron.

- El 28 de mayo de 1980, un Douglas DC-3 (HR-SAC) fue dañado sin posibilidad de reparación cuando parte de su tren de aterrizaje golpeó una pared mientras aproximaba al Aeropuerto Utila en Honduras.

- El 8 de enero de 1981, un Lockheed L-188 Electra (HR-SAW) se estrelló en la ciudad de Guatemala, mientras volaba a Tegucigalpa para unas reparaciones necesarias, el avión despegó con sólo tres motores y uno de los generadores eléctricos que funcionaba mal, poco después de despegar el avión pierde presión hidráulica y trata de regresar al aeropuerto internacional La Aurora, pero perdió altura y se estrelló contra unas casas 1 milla al oeste del aeropuerto, matando a los 6 miembros de la tripulación a bordo.

- El 27 de marzo de 1981, un Boeing 737-200 fue secuestrado y re dirigido a Managua, Nicaragua donde se bajaron un par de secuestradores y luego volaron hacia Panamá donde el presidente Torrijos realizó las negociaciones para liberar el avión de SAHSA. Los secuestradores negociaron con Torrijos en Panamá y volaron hacia a La Habana, Cuba, secuestro sin víctimas mortales.[2]

- El 21 de octubre de 1989, el vuelo 414 de TAN-SAHSA, un Boeing 727-200 (N88705) se estrelló en el "Cerro de Hula"  después de una aproximación sin éxito al aeropuerto Toncontín matando a 127 personas, sobreviviendo 15.

- El 18 de marzo de 1990, un SAHSA Douglas DC-3 (HR-SAZ) se salió de la pista en el aterrizaje en el Aeropuerto Internacional Juan Manuel Gálvez, Roatán y terminó en el mar. El avión, realizando un vuelo de pasajeros regular nacional, fue dañado sin posibilidad de reparación, pero todas las 32 personas a bordo se sobrevivieron.

- El 17 de noviembre de 1991, un Boeing 737-200 (EI-CBL) aterrizó con fuerza sobre el tren principal derecho en el Aeropuerto Internacional Juan Santamaría y se salió de la pista, de los 46 ocupantes 15 resultaron ilesos.

- El 18 de julio de 1993, un Boeing 737-200 (N501SH) fue dañado sin posibilidad de reparación durante un aterrizaje forzoso en el aeropuerto de Managua, en Nicaragua la aeronave derrapó hacia la derecha, fuera de la pista. El tren de aterrizaje de nariz colapsó y ambos motores fueron arrancadas. El avión se posó 200 pies a la derecha de la pista.

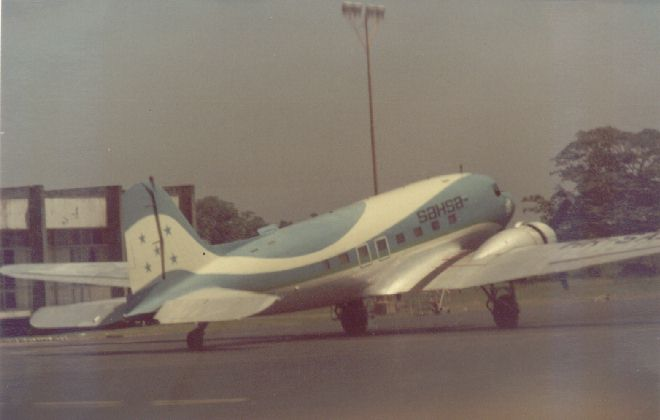
Douglas DC-3 de SAHSA en La Ceiba